# Liga LEB Oro 2012-13
La Liga LEB Oro 2012/13, conocida también por motivos de patrocinio como Adecco Oro es la decimoséptima edición de la máxima categoría de las competiciones LEB que organzia la Federación Española de Baloncesto. El campeón de la liga regular obtiene el derecho de participar en la edición 2013/14 de la liga ACB. A su vez, los equipos clasificados entre las posiciones segunda y novena disputan un play-off de ascenso cuyo vencedor también obtiene el ascenso a la ACB. 

## Información de los equipos respecto a la temporada anterior
Nuevos equipos:
- Lucentum Alicante (vendió su plaza ACB al CB Canarias)
- River Andorra (ascendido de LEB Plata 2011/12, campeón)
- Club Ourense Baloncesto (ascendido de LEB Plata 2011/12, subcampeón)
- FC Barcelona Regal B (ascendido por vacante en la liga)
- Leyma Natura Básquet Coruña (ascendido por vacante en la liga)
- Força Lleida CE (nuevo equipo, ocupa vacante en la liga)

Equipos que no participan esta temporada:
- CB Canarias (ascendido a la Liga ACB como campeón LEB Oro 2011/12, al comprar la plaza al Lucentum Alicante)
- Menorca Bàsquet (disuelto tras promocionar a la Liga ACB como subcampeón LEB Oro 2011/12)
- Lleida Basquetbol (disuelto)
- UB La Palma (disuelto)
- CB Sant Josep Girona (por motivos económicos juega en la Liga EBA)
- Bàsquet Mallorca (por motivos económicos juega en la Liga EBA)
- Baloncesto León (disuelto)
- CB Tarragona (por motivos económicos juega en la Liga EBA)
- Clínicas Rincón (descendido a LEB Plata)
- CB Granada (disuelto tras descender a LEB Plata)

## Equipos participantes
| Equipo                             | Ciudad           | Pabellón                            | Aforo | Fundación | Entrenador           |
| ---------------------------------- | ---------------- | ----------------------------------- | ----- | --------- | -------------------- |
| Aguas de Sousas Ourense            | Orense           | Pazo dos Deportes Paco Paz          | 5.000 | 1979      | Rafa Sanz            |
| Cáceres Patrimonio de la Humanidad | Cáceres          | Multiusos Ciudad de Cáceres         | 6.500 | 2007      | Carlos Frade         |
| CB Breogán                         | Lugo             | Pazo Provincial Dos Deportes        | 6.500 | 1966      | Pepe Rodríguez       |
| Club Melilla Baloncesto            | Melilla          | Pabellón Javier Imbroda Ortiz       | 3.800 | 1991      | Gonzalo García       |
| FC Barcelona Regal B               | Barcelona        | Palau Blaugrana                     | 7.500 | 1926      | Borja Comenge        |
| Força Lleida CE                    | Lérida           | Pavelló Barris Nord                 | 6.100 | 2012      | Joaquín Prado        |
| Ford Burgos                        | Burgos           | Polideportivo El Plantío            | 3.150 | 1997      | Andreu Casadevall    |
| Knet                               | Logroño          | Palacio de los Deportes             | 3.851 | 1967      | Jesús Sala Naranjo   |
| Leyma Natura Básquet Coruña        | La Coruña        | Polideportivo de Riazor             | 3.500 | 1995      | Antonio Pérez        |
| Lobe Huesca                        | Huesca           | Palacio Municipal de Huesca         | 5.018 | 1977      | Quim Costa           |
| Lucentum Alicante                  | Alicante         | Centro de Tecnificación de Alicante | 5.425 | 1994      | Josep Maria Berrocal |
| Palencia Baloncesto                | Palencia         | Pabellón Marta Domínguez            | 1.806 | 1979      | Natxo Lezkano        |
| Planasa Navarra                    | Pamplona         | Polideportivo Anaitasuna            | 3.000 | 2006      | Ángel Jareño         |
| River Andorra                      | Andorra la Vieja | Poliesportiu d'Andorra              | 4.000 | 1970      | Joan Peñarroya       |

### Equipos por comunidades autónomas
- Excepto Andorra que es un estado soberano, no una comunidad autónoma.

| Comunidad autónoma   | N.º | Equipos                                                           |
| -------------------- | --- | ----------------------------------------------------------------- |
| Galicia              | 3   | CB Breogán, Leyma Natura Básquet Coruña y Aguas de Sousas Ourense |
| Castilla y León      | 2   | Ford Burgos y Palencia Baloncesto                                 |
| Cataluña             | 2   | Força Lleida CE y FC Barcelona Regal B                            |
| Andorra              | 1   | River Andorra                                                     |
| Aragón               | 1   | Lobe Huesca                                                       |
| Comunidad Valenciana | 1   | Lucentum Alicante                                                 |
| Extremadura          | 1   | Cáceres Patrimonio de la Humanidad                                |
| La Rioja             | 1   | Knet                                                              |
| Melilla              | 1   | Club Melilla Baloncesto                                           |
| Navarra              | 1   | Planasa Navarra                                                   |

## Temporada regular

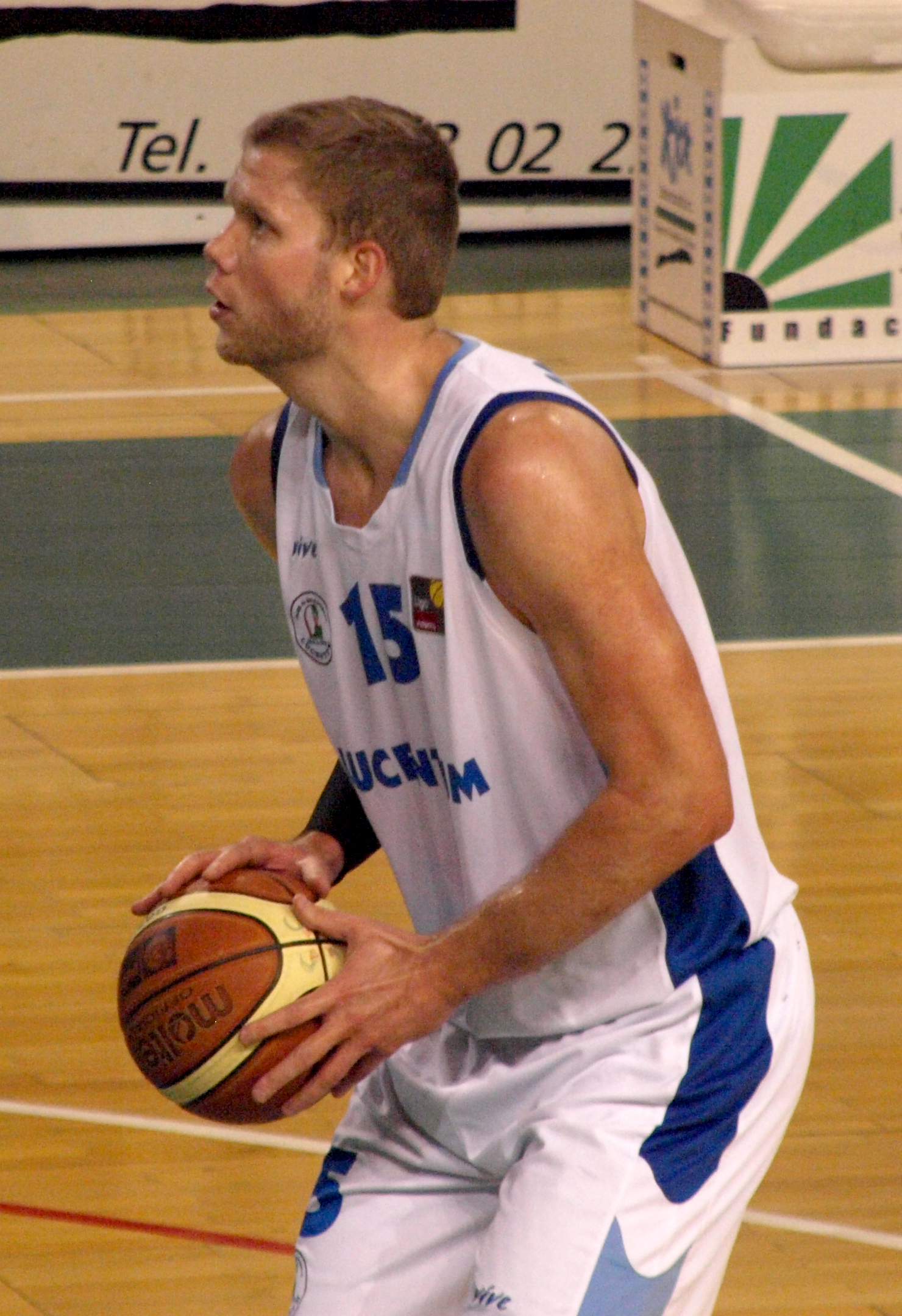
Taylor Coppenrath, 4 semanas designado MVP de la competición.

### Clasificación
| #  | Teams                              | P  | W  | L  | PF   | PA   | PT | Qualification or relegation         |
| -- | ---------------------------------- | -- | -- | -- | ---- | ---- | -- | ----------------------------------- |
| 1  | Ford Burgos (C)                    | 26 | 22 | 4  | 2163 | 1831 | 48 | Ascenso directo a la Liga ACB       |
| 2  | River Andorra                      | 26 | 22 | 4  | 2080 | 1860 | 48 | Playoffs por el ascenso             |
| 3  | Lucentum Alicante                  | 26 | 18 | 8  | 2066 | 1883 | 44 | Playoffs por el ascenso             |
| 4  | Palencia Baloncesto                | 26 | 15 | 11 | 2078 | 2054 | 41 | Playoffs por el ascenso             |
| 5  | CB Breogán                         | 26 | 14 | 12 | 1845 | 1805 | 40 | Playoffs por el ascenso             |
| 6  | Cáceres Patrimonio de la Humanidad | 26 | 12 | 14 | 1921 | 1980 | 38 | Playoffs por el ascenso             |
| 7  | Força Lleida CE                    | 26 | 11 | 15 | 1929 | 1943 | 37 | Playoffs por el ascenso             |
| 8  | Lobe Huesca                        | 26 | 11 | 15 | 1874 | 1946 | 37 | Playoffs por el ascenso             |
| 9  | Leyma Natura Básquet Coruña        | 26 | 11 | 15 | 1841 | 1879 | 37 | Playoffs por el ascenso             |
| 10 | FC Barcelona Regal B               | 26 | 11 | 15 | 1971 | 2130 | 37 |                                     |
| 11 | Planasa Navarra                    | 26 | 10 | 16 | 1897 | 2050 | 36 |                                     |
| 12 | Knet                               | 26 | 10 | 16 | 2008 | 2048 | 36 | Playoffs para mantener la categoría |
| 13 | Club Ourense Baloncesto            | 26 | 9  | 17 | 1890 | 2035 | 35 | Playoffs para mantener la categoría |
| 14 | Club Melilla Baloncesto            | 26 | 6  | 20 | 2027 | 2146 | 32 | Descenso directo a LEB Plata        |

(C) = Campeón de la Copa Príncipe de Asturias

### Posiciones jornada a jornada
| Equipo\Jornada                     | 01 | 02 | 03 | 04 | 05 | 06 | 07 | 08 | 09 | 10 | 11 | 12 | 13 | 14 | 15 | 16 | 17 | 18 | 19 | 20 | 21 | 22 | 23 | 24 | 25 | 26 |
| ---------------------------------- | -- | -- | -- | -- | -- | -- | -- | -- | -- | -- | -- | -- | -- | -- | -- | -- | -- | -- | -- | -- | -- | -- | -- | -- | -- | -- |
| Ford Burgos                        | 3  | 1  | 4  | 6  | 4  | 3  | 2  | 2  | 2  | 2  | 2  | 2  | 1  | 1  | 1  | 2  | 2  | 2  | 2  | 2  | 2  | 2  | 2  | 2  | 2  | 1  |
| River Andorra                      | 7  | 3  | 2  | 2  | 2  | 1  | 1  | 1  | 1  | 1  | 1  | 1  | 2  | 2  | 2  | 1  | 1  | 1  | 1  | 1  | 1  | 1  | 1  | 1  | 1  | 2  |
| Lucentum Alicante                  | 6  | 11 | 10 | 8  | 5  | 5  | 4  | 3  | 3  | 3  | 3  | 3  | 3  | 3  | 3  | 3  | 4  | 3  | 3  | 3  | 3  | 3  | 3  | 3  | 3  | 3  |
| Palencia Baloncesto                | 1  | 4  | 3  | 3  | 3  | 4  | 5  | 4  | 5  | 5  | 4  | 5  | 4  | 4  | 4  | 4  | 3  | 4  | 4  | 4  | 4  | 4  | 4  | 4  | 4  | 4  |
| CB Breogán                         | 4  | 7  | 7  | 4  | 6  | 7  | 6  | 6  | 4  | 4  | 6  | 4  | 5  | 6  | 7  | 5  | 5  | 5  | 5  | 5  | 5  | 5  | 5  | 5  | 5  | 5  |
| Cáceres Patrimonio de la Humanidad | 13 | 10 | 12 | 12 | 12 | 11 | 10 | 10 | 10 | 12 | 11 | 12 | 11 | 7  | 10 | 9  | 8  | 9  | 9  | 11 | 7  | 10 | 11 | 7  | 6  | 6  |
| Força Lleida CE                    | 12 | 13 | 9  | 11 | 9  | 10 | 11 | 11 | 9  | 9  | 8  | 8  | 8  | 8  | 5  | 6  | 10 | 10 | 8  | 10 | 6  | 9  | 6  | 6  | 7  | 7  |
| Lobe Huesca                        | 8  | 12 | 13 | 13 | 14 | 13 | 13 | 12 | 12 | 11 | 12 | 10 | 10 | 9  | 8  | 7  | 9  | 11 | 10 | 6  | 9  | 6  | 7  | 10 | 8  | 8  |
| Leyma Natura Básquet Coruña        | 5  | 2  | 1  | 1  | 1  | 2  | 3  | 5  | 7  | 7  | 5  | 6  | 7  | 10 | 9  | 12 | 7  | 12 | 13 | 13 | 12 | 12 | 13 | 11 | 9  | 9  |
| FC Barcelona Regal B               | 11 | 6  | 6  | 5  | 8  | 6  | 7  | 7  | 8  | 8  | 10 | 11 | 12 | 12 | 12 | 11 | 12 | 8  | 6  | 8  | 10 | 7  | 9  | 9  | 10 | 10 |
| Planasa Navarra                    | 10 | 8  | 11 | 9  | 7  | 9  | 9  | 9  | 11 | 10 | 9  | 9  | 9  | 5  | 6  | 8  | 6  | 6  | 7  | 9  | 11 | 11 | 10 | 12 | 11 | 11 |
| Knet                               | 9  | 9  | 5  | 7  | 10 | 8  | 8  | 8  | 6  | 6  | 7  | 7  | 6  | 11 | 11 | 10 | 11 | 7  | 11 | 7  | 8  | 8  | 8  | 8  | 12 | 12 |
| Club Ourense Baloncesto            | 14 | 14 | 14 | 14 | 13 | 14 | 14 | 14 | 13 | 14 | 14 | 14 | 14 | 13 | 13 | 13 | 13 | 13 | 12 | 12 | 13 | 13 | 12 | 13 | 13 | 13 |
| Club Melilla Baloncesto            | 2  | 5  | 8  | 10 | 11 | 12 | 12 | 13 | 14 | 13 | 13 | 13 | 13 | 14 | 14 | 14 | 14 | 14 | 14 | 14 | 14 | 14 | 14 | 14 | 14 | 14 |

### Cuadro de resultados
|                                    | CÁC   | BREO  | MEL   | COB   | FCB     | LLE   | BUR   | KNET    | COR   | LOBE  | LUC   | PAL    | NAV   | BCA    |
| Cáceres Patrimonio de la Humanidad |       | 71–65 | 74–65 | 85–76 | 85–71   | 81–76 | 75–81 | 72–70   | 66–63 | 84–76 | 65–64 | 83–72  | 69–75 | 69–71  |
| CB Breogán                         | 69–64 |       | 93–80 | 78–77 | 79–73   | 83–68 | 63–61 | 85–56   | 61–46 | 63–49 | 73–80 | 69–64  | 76–78 | 66–77  |
| Club Melilla Baloncesto            | 95–78 | 57–64 |       | 76–75 | 103–104 | 89–86 | 76–92 | 91–70   | 75–80 | 76–79 | 66–84 | 84–91  | 88–73 | 72–79  |
| Club Ourense Baloncesto            | 81–73 | 74–66 | 81–84 |       | 66–65   | 72–77 | 74–68 | 66–74   | 70–58 | 82–78 | 76–72 | 68–93  | 86–83 | 63–84  |
| FC Barcelona Regal B               | 92–83 | 75–58 | 83–78 | 81–66 |         | 65–76 | 65–90 | 65–60   | 67–66 | 77–82 | 88–78 | 77–104 | 89–85 | 75–104 |
| Força Lleida CE                    | 83–70 | 76–65 | 87–70 | 79–64 | 83–76   |       | 52–67 | 90–71   | 68–75 | 72–58 | 66–79 | 51–57  | 90–61 | 67–76  |
| Ford Burgos                        | 91–88 | 77–85 | 85–79 | 98–76 | 87–72   | 81–62 |       | 87–72   | 92–52 | 93–82 | 64–69 | 101–75 | 91–61 | 76–68  |
| Knet                               | 70–57 | 77–69 | 86–82 | 75–71 | 94–74   | 95–73 | 82–83 |         | 80–83 | 65–79 | 75–76 | 97–87  | 95–89 | 79–72  |
| Leyma Natura Básquet Coruña        | 91–67 | 69–71 | 81–72 | 70–57 | 93–56   | 73–80 | 75–84 | 79–72   |       | 70–62 | 73–81 | 63–69  | 77–73 | 57–71  |
| Lobe Huesca                        | 69–73 | 43–71 | 98–88 | 85–68 | 77–80   | 74–73 | 70–79 | 66–63   | 81–65 |       | 61–64 | 82–80  | 74–67 | 81–82  |
| Lucentum Alicante                  | 72–74 | 70–60 | 77–64 | 93–83 | 92–77   | 92–71 | 66–69 | 118–115 | 81–65 | 85–53 |       | 77–59  | 84–62 | 77–79  |
| Palencia Baloncesto                | 87–84 | 77–67 | 82–73 | 73–75 | 95–87   | 67–61 | 62–93 | 84–81   | 76–85 | 87–75 | 72–78 |        | 86–80 | 74–82  |
| Planasa Navarra                    | 71–67 | 76–60 | 75–67 | 85–83 | 70–76   | 78–73 | 55–87 | 71–60   | 74–70 | 59–68 | 89–77 | 77–98  |       | 77–81  |
| River Andorra                      | 84–64 | 90–86 | 89–77 | 81–60 | 74–61   | 86–66 | 75–86 | 79–74   | 73–61 | 80–72 | 84–80 | 81–87  | 78–53 |        |

## Eliminatorias de ascenso a la liga ACB
|  | Cuartos                                  | Cuartos                                  | Cuartos                                  | Cuartos                                  | Cuartos                                  | Cuartos                                  | Cuartos                                  |    |                   | Semifinales                    | Semifinales                    | Semifinales                    | Semifinales                    | Semifinales                    | Semifinales                    | Semifinales                    |  |   | Final                                      | Final                                      | Final                                      | Final                                      | Final                                      | Final                                      | Final                                      |  |
|  | Abril, días 26 y 28, Mayo, días 3, 5 y 7 | Abril, días 26 y 28, Mayo, días 3, 5 y 7 | Abril, días 26 y 28, Mayo, días 3, 5 y 7 | Abril, días 26 y 28, Mayo, días 3, 5 y 7 | Abril, días 26 y 28, Mayo, días 3, 5 y 7 | Abril, días 26 y 28, Mayo, días 3, 5 y 7 | Abril, días 26 y 28, Mayo, días 3, 5 y 7 |    |                   | Mayo, días 10, 12, 17, 19 y 21 | Mayo, días 10, 12, 17, 19 y 21 | Mayo, días 10, 12, 17, 19 y 21 | Mayo, días 10, 12, 17, 19 y 21 | Mayo, días 10, 12, 17, 19 y 21 | Mayo, días 10, 12, 17, 19 y 21 | Mayo, días 10, 12, 17, 19 y 21 |  |   | Mayo, días 24, 26 y 31 - junio, días 2 y 6 | Mayo, días 24, 26 y 31 - junio, días 2 y 6 | Mayo, días 24, 26 y 31 - junio, días 2 y 6 | Mayo, días 24, 26 y 31 - junio, días 2 y 6 | Mayo, días 24, 26 y 31 - junio, días 2 y 6 | Mayo, días 24, 26 y 31 - junio, días 2 y 6 | Mayo, días 24, 26 y 31 - junio, días 2 y 6 |  |
|  |                                          |                                          |                                          |                                          |                                          |                                          |                                          |    |                   |                                |                                |                                |                                |                                |                                |                                |  |   |                                            |                                            |                                            |                                            |                                            |                                            |                                            |  |
|  |                                          |                                          |                                          |                                          |                                          |                                          |                                          |    |                   |                                |                                |                                |                                |                                |                                |                                |  |   |                                            |                                            |                                            |                                            |                                            |                                            |                                            |  |
|  | 2                                        | River Andorra                            | 81                                       | 100                                      | 56                                       | 84                                       | 109                                      |    |                   |                                |                                |                                |                                |                                |                                |                                |  |   |                                            |                                            |                                            |                                            |                                            |                                            |                                            |  |
|  | 2                                        | River Andorra                            | 81                                       | 100                                      | 56                                       | 84                                       | 109                                      |    |                   |                                |                                |                                |                                |                                |                                |                                |  |   |                                            |                                            |                                            |                                            |                                            |                                            |                                            |  |
|  | 9                                        | Leyma Natura Básquet Coruña              | 88                                       | 75                                       | 67                                       | 69                                       | 94                                       |    |                   |                                |                                |                                |                                |                                |                                |                                |  |   |                                            |                                            |                                            |                                            |                                            |                                            |                                            |  |
|  | 9                                        | Leyma Natura Básquet Coruña              | 88                                       | 75                                       | 67                                       | 69                                       | 94                                       |    | 2                 | River Andorra                  | 71                             | 82                             | 56                             | 82                             |                                |                                |  |   |                                            |                                            |                                            |                                            |                                            |                                            |                                            |  |
|  |                                          |                                          |                                          |                                          |                                          |                                          |                                          |    | 2                 | River Andorra                  | 71                             | 82                             | 56                             | 82                             |                                |                                |  |   |                                            |                                            |                                            |                                            |                                            |                                            |                                            |  |
|  |                                          |                                          | 6                                        | Cáceres Patrimonio de la Humanidad       | 68                                       | 59                                       | 73                                       | 70 |                   |                                |                                |                                |                                |                                |                                |                                |  |   |                                            |                                            |                                            |                                            |                                            |                                            |                                            |  |
|  | 5                                        | CB Breogán                               | 6                                        | Cáceres Patrimonio de la Humanidad       | 68                                       | 59                                       | 73                                       | 70 | 88                | 77                             | 74                             | 65                             | 72                             |                                |                                |                                |  |   |                                            |                                            |                                            |                                            |                                            |                                            |                                            |  |
|  | 5                                        | CB Breogán                               |                                          |                                          |                                          |                                          |                                          |    |                   |                                |                                | 65                             | 72                             |                                |                                |                                |  |   |                                            |                                            |                                            |                                            |                                            |                                            |                                            |  |
|  | 6                                        | Cáceres Patrimonio de la Humanidad       | 95                                       | 60                                       | 52                                       | 74                                       | 75                                       |    |                   |                                |                                |                                |                                |                                |                                |                                |  |   |                                            |                                            |                                            |                                            |                                            |                                            |                                            |  |
|  | 6                                        | Cáceres Patrimonio de la Humanidad       | 95                                       | 60                                       | 52                                       | 74                                       | 75                                       |    |                   |                                |                                |                                |                                |                                |                                |                                |  | 2 | River Andorra                              | 87                                         | 69                                         | 70                                         | 77                                         | 71                                         |                                            |  |
|  |                                          |                                          |                                          |                                          |                                          |                                          |                                          |    |                   |                                |                                |                                |                                |                                |                                |                                |  | 2 | River Andorra                              | 87                                         | 69                                         | 70                                         | 77                                         | 71                                         |                                            |  |
|  |                                          |                                          | 3                                        | Lucentum Alicante                        | 85                                       | 91                                       | 71                                       | 60 | 95                |                                |                                |                                |                                |                                |                                |                                |  |   |                                            |                                            |                                            |                                            |                                            |                                            |                                            |  |
|  | 3                                        | Lucentum Alicante                        | 3                                        | Lucentum Alicante                        | 85                                       | 91                                       | 71                                       | 60 | 95                | 73                             | 81                             | 66                             | 71                             |                                |                                |                                |  |   |                                            |                                            |                                            |                                            |                                            |                                            |                                            |  |
|  | 3                                        | Lucentum Alicante                        |                                          |                                          |                                          |                                          |                                          |    |                   |                                |                                | 66                             | 71                             |                                |                                |                                |  |   |                                            |                                            |                                            |                                            |                                            |                                            |                                            |  |
|  | 8                                        | Lobe Huesca                              | 59                                       | 61                                       | 68                                       | 61                                       |                                          |    |                   |                                |                                |                                |                                |                                |                                |                                |  |   |                                            |                                            |                                            |                                            |                                            |                                            |                                            |  |
|  | 8                                        | Lobe Huesca                              | 59                                       | 61                                       | 68                                       | 61                                       |                                          | 3  | Lucentum Alicante | 86                             | 81                             | 81                             |                                |                                |                                |                                |  |   |                                            |                                            |                                            |                                            |                                            |                                            |                                            |  |
|  |                                          |                                          |                                          |                                          |                                          |                                          |                                          | 3  | Lucentum Alicante | 86                             | 81                             | 81                             |                                |                                |                                |                                |  |   |                                            |                                            |                                            |                                            |                                            |                                            |                                            |  |
|  |                                          |                                          | 4                                        | Palencia Baloncesto                      | 75                                       | 74                                       | 76                                       |    |                   |                                |                                |                                |                                |                                |                                |                                |  |   |                                            |                                            |                                            |                                            |                                            |                                            |                                            |  |
|  | 4                                        | Palencia Baloncesto                      | 4                                        | Palencia Baloncesto                      | 75                                       | 74                                       | 76                                       | 96 | 78                | 66                             | 75                             | 82                             |                                |                                |                                |                                |  |   |                                            |                                            |                                            |                                            |                                            |                                            |                                            |  |
|  | 4                                        | Palencia Baloncesto                      |                                          |                                          |                                          |                                          |                                          |    |                   |                                |                                | 82                             |                                |                                |                                |                                |  |   |                                            |                                            |                                            |                                            |                                            |                                            |                                            |  |
|  | 7                                        | Força Lleida CE                          | 90                                       | 82                                       | 72                                       | 62                                       | 71                                       |    |                   |                                |                                |                                |                                |                                |                                |                                |  |   |                                            |                                            |                                            |                                            |                                            |                                            |                                            |  |
|  | 7                                        | Força Lleida CE                          | 90                                       | 82                                       | 72                                       | 62                                       | 71                                       |    |                   |                                |                                |                                |                                |                                |                                |                                |  |   |                                            |                                            |                                            |                                            |                                            |                                            |                                            |  |
|  |                                          |                                          |                                          |                                          |                                          |                                          |                                          |    |                   |                                |                                |                                |                                |                                |                                |                                |  |   |                                            |                                            |                                            |                                            |                                            |                                            |                                            |  |

## Eliminatoria por evitar el descenso a la LEB Plata
|  | Abril, días 26 y 28, Mayo, días 3, 5 y 7 |                         |    |    |    |    |    |  |
|  |                                          |                         |    |    |    |    |    |  |
|  | 12                                       | Knet                    | 57 | 76 | 58 | 65 | 85 |  |
|  | 12                                       | Knet                    | 57 | 76 | 58 | 65 | 85 |  |
|  | 13                                       | Club Ourense Baloncesto | 74 | 59 | 67 | 64 | 65 |  |
|  | 13                                       | Club Ourense Baloncesto | 74 | 59 | 67 | 64 | 65 |  |

## Líderes individuales de la temporada regular

### Puntos

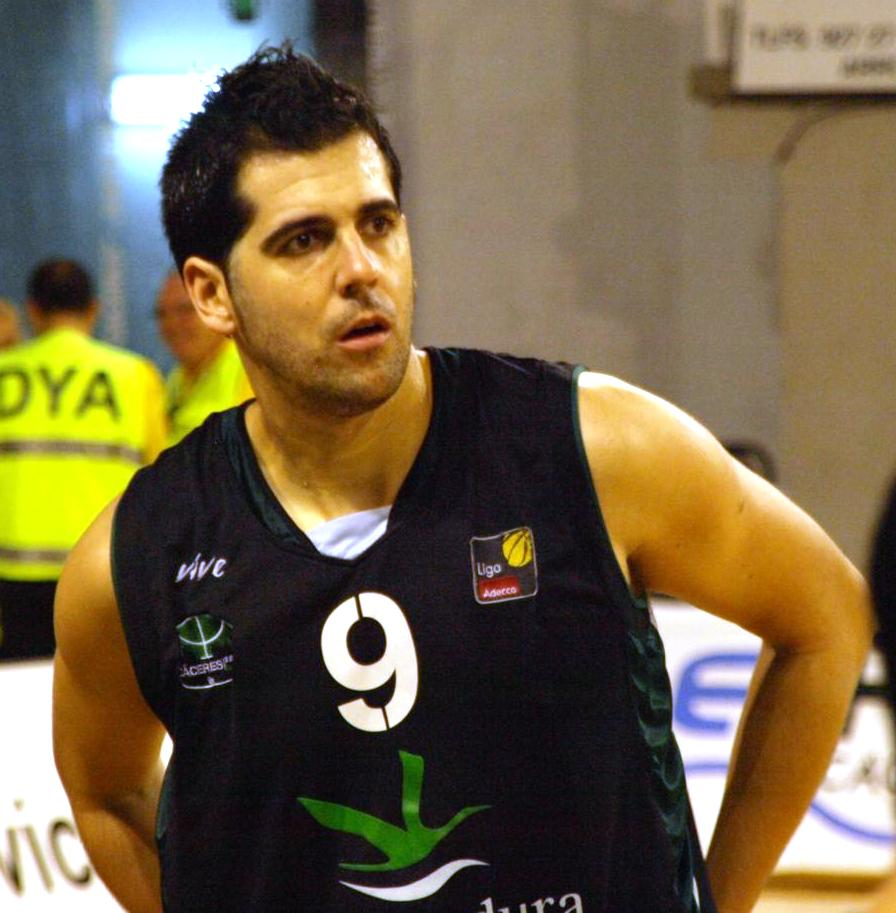
Francis Sánchez, del Club Melilla Baloncesto, finalizó como máximo anotador de la temporada regular.

| Rk | Name                  | Team                        | Games | Points | PPG  |
| -- | --------------------- | --------------------------- | ----- | ------ | ---- |
| 1  | Francis Sánchez       | Club Melilla Baloncesto     | 26    | 409    | 15.7 |
| 2  | Ondřej Starosta       | Planasa Navarra             | 26    | 404    | 15.5 |
| 3  | Nick Barbour          | Club Ourense Baloncesto     | 26    | 399    | 15.3 |
| 4  | Anthony Winchester    | CB Breogán                  | 25    | 385    | 15.3 |
| 5  | Asier Zengotitabengoa | Leyma Natura Básquet Coruña | 26    | 387    | 14.9 |

### Rebotes
| Rk | Name            | Team                    | Games | Rebounds | RPG |
| -- | --------------- | ----------------------- | ----- | -------- | --- |
| 1  | Ondřej Starosta | Planasa Navarra         | 26    | 255      | 9.8 |
| 2  | Kiril Wachsmann | Club Melilla Baloncesto | 26    | 231      | 8.9 |
| 3  | Luke Sikma      | Ford Burgos             | 25    | 203      | 8.1 |
| 4  | Michel Diouf    | CB Breogán              | 25    | 197      | 7.9 |
| 5  | Jamar Samuels   | Lobe Huesca             | 25    | 190      | 7.6 |

### Asistencias
| Rk | Name               | Team                    | Games | Assists | APG |
| -- | ------------------ | ----------------------- | ----- | ------- | --- |
| 1  | Dani Pérez         | River Andorra           | 26    | 143     | 5.5 |
| 2  | Mikel Úriz         | Knet                    | 25    | 124     | 4.9 |
| 3  | Dani Rodríguez     | Força Lleida            | 26    | 127     | 4.9 |
| 4  | José Antonio Marco | Club Melilla Baloncesto | 25    | 118     | 4.7 |
| 5  | Dani López         | Ford Burgos             | 26    | 111     | 4.3 |

### Valoración
| Rk | Name              | Team                | Games | Rating | VPP  |
| -- | ----------------- | ------------------- | ----- | ------ | ---- |
| 1  | Ondřej Starosta   | Planasa Navarra     | 26    | 565    | 21.7 |
| 2  | Urko Otegui       | Palencia Baloncesto | 26    | 484    | 18.6 |
| 3  | Taylor Coppenrath | Lucentum Alicante   | 26    | 477    | 18.3 |
| 4  | Luke Sikma        | Ford Burgos         | 25    | 414    | 16.5 |
| 5  | Jamar Samuels     | Lobe Huesca         | 25    | 390    | 15.6 |

### MVP de la jornada

#### Temporada regular
| Jornada | Nombre                | Equipo                             | Valoración |
| ------- | --------------------- | ---------------------------------- | ---------- |
| 1       | Taylor Coppenrath     | Lucentum Alicante                  | 49         |
| 2       | Luke Sikma            | Ford Burgos                        | 25         |
| 3       | José Amador           | Club Melilla Baloncesto            | 27         |
| 4       | Andy Ogide            | Aguas de Sousas Ourense            | 30         |
| 5       | Taylor Coppenrath (2) | Lucentum Alicante (2)              | 38         |
| 6       | Mario Cabanas         | Planasa Navarra                    | 30         |
| 7       | Jamar Samuels         | Lobe Huesca                        | 28         |
| 7       | Kiril Wachsmann       | Club Melilla Baloncesto (2)        | 28         |
| 8       | Adrián Fuentes        | Lobe Huesca (2)                    | 36         |
| 9       | Dominic Calegari      | Força Lleida CE                    | 31         |
| 10      | Iñaki Narros          | Planasa Navarra (2)                | 36         |
| 11      | Jamar Samuels (2)     | Lobe Huesca (3)                    | 33         |
| 12      | Luke Sikma (2)        | Ford Burgos (2)                    | 39         |
| 13      | Jamar Samuels (3)     | Lobe Huesca (4)                    | 50         |
| 15      | Taylor Coppenrath (3) | Lucentum Alicante (3)              | 33         |
| 16      | Ondřej Starosta (2)   | Planasa Navarra (4)                | 34         |
| 17      | Michel Diouf          | CB Breogán                         | 28         |
| 17      | Urko Otegui           | Palencia Baloncesto                | 28         |
| 18      | Olu Ashaolu           | Cáceres Patrimonio de la Humanidad | 30         |
| 19      | Chris Mortellaro      | Palencia Baloncesto (2)            | 27         |
| 20      | Urko Otegui (2)       | Palencia Baloncesto (3)            | 33         |
| 20      | Jamar Samuels (4)     | Lobe Huesca (5)                    | 33         |
| 21      | Pierre Oriola         | Força Lleida CE (2)                | 29         |
| 22      | Taylor Coppenrath (4) | Lucentum Alicante (4)              | 36         |
| 23      | Urko Otegui (3)       | Palencia Baloncesto (4)            | 34         |
| 24      | Michel Diouf (2)      | CB Breogán (2)                     | 29         |
| 25      | Dani López            | Ford Burgos (3)                    | 27         |
| 26      | Ondřej Starosta (3)   | Planasa Navarra (5)                | 33         |

#### Playoffs
| Jornada | Nombre                    | Equipo                                 | Valoración |
| ------- | ------------------------- | -------------------------------------- | ---------- |
| QF1     | Anthony Winchester        | CB Breogán (3)                         | 31         |
| QF2     | Marc Blanch               | River Andorra                          | 35         |
| QF3     | Eduardo Hernández-Sonseca | Leyma Natura Básquet Coruña (4)        | 30         |
| QF4     | Michel Diouf (3)          | CB Breogán                             | 32         |
| QF4     | Urko Otegui (4)           | Palencia Baloncesto (5)                | 32         |
| QF5     | Braydon Hobbs             | Cáceres Patrimonio de la Humanidad (2) | 26         |
| SF1     | Roberto Morentin          | Cáceres Patrimonio de la Humanidad (3) | 19         |
| SF2     | Shaun Green               | Lucentum Alicante (5)                  | 31         |
| SF3     | Jānis Porziņģis           | Palencia Baloncesto (6)                | 24         |
| SF4     | Marc Blanch (2)           | River Andorra (2)                      | 26         |
| F1      | Dmitry Flis               | River Andorra (3)                      | 21         |